# Karol Duchoň

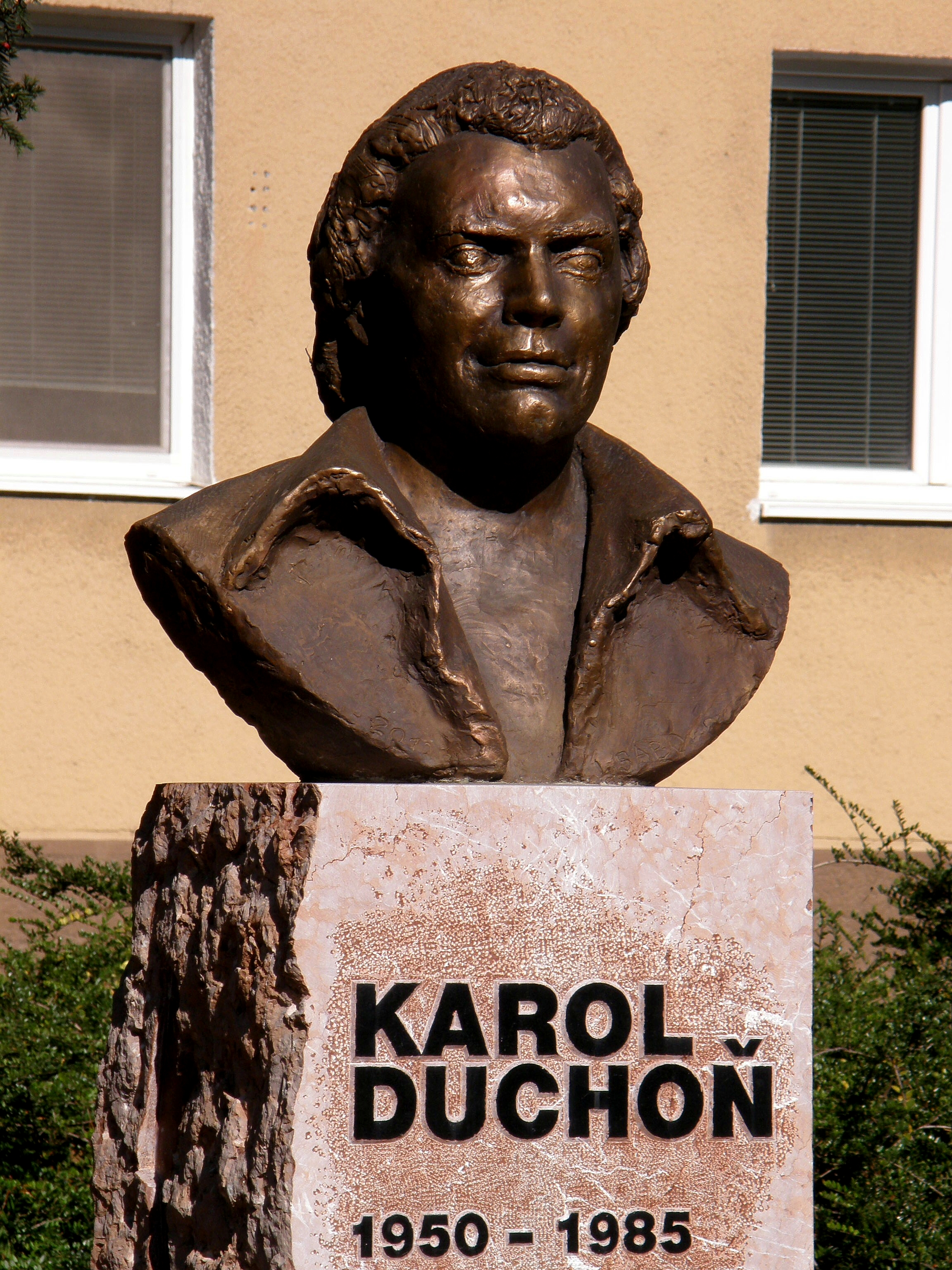
Karol Duchoň

Karol Duchoň (* 21. April 1950 in Galanta, Westslowakei; † 5. November 1985 in Bratislava) war ein slowakischer Sänger.

## Biografie
Duchoňs Mutter stammte aus Báčsky Petrovec, sein Vater war Direktor an einer Ingenieurschule für Maschinen- und Werkzeugbau in Galanta. Später studierte Duchoň an einer Fachschule für Technik, die er aber nicht abschloss. Während eines Aufenthalts seiner Eltern in Jugoslawien ging er mit dem Orchester Jaroslav Mikula im Ausland auf Tournee.
1968 trat er zusammen mit der Big Beat-Band „The Ice Boys“ auf. Er erschien im Fernsehen in einer kleinen Hitparade mit dem Cover-Song „Sugar Sugar“, genannt „Uber pary“. Dieses Lied wurde schnell berühmt. Er sang mehrere Duette mit bekannten Sängern der Tschechoslowakei.
In den 1970er Jahren begann er mit der Sängerin Eva Máziková zusammenzuarbeiten. Im Juni 1970 nahm er das erste Mal an dem Wettbewerb „Bratislava Lyra“ mit einem Song teil. Im Jahr 1975 trat er auf dem Festival in Tokio auf. 
Im Jahr 1976 nahm er in der Bundesrepublik Deutschland das Album „Portrait einer Stimme“ auf dem Label RCA auf. Das Album wurde von dem deutschen Komponisten Rolf Soja produziert, der auch die meisten Stücke des Albums schrieb. Es gab zwei Single-Auskopplungen, „Edeltraut“ und „Lass uns eine Nacht lang tanzen“. Deutsche Kritiker reagierten positiv auf seine Stimme und nannten ihn den „slowakischen Tom Jones“. Es gab einen Fernsehauftritt in der „Aktuellen Schaubude“ des NDR und im Fernsehen der DDR. Dennoch blieb der Erfolg in Deutschland für ihn weitgehend aus, so dass es keine weiteren deutschen Produktionen gab. 
Im Jahr 1977 begann er mit der Gruppe von Ľubo Belák zu singen. Unter anderem hatte er Auftritte in Deutschland, der Schweiz, der Sowjetunion, Polen, Ungarn, Bulgarien, Kuba, Somalia und Frankreich.
In den 1980er Jahren begann er mit dem Orchester von Vlado Valovič und später im Jahr 1982 mit der Gruppe „Za-ja-ce“ und dem Orchester Pavel Zajáček zusammenzuarbeiten.

## Privatleben
Im Jahr 1973 heiratete er Elena Šuráková. Aus dieser Ehe ging seine Tochter Danka hervor. Die Ehe wurde später geschieden. 1985 ging er eine zweite Ehe mit der Redakteurin Alena Čermáková ein, nur wenige Monate später am 5. November 1985 starb er im Alter von 35 Jahren an den Folgen einer Leberzirrhose. 
Noch heute zählt er in seiner Heimat zu den größten Sängern der Slowakei. In der Tschechoslowakei war er ebenso bekannt wie Karel Gott.

## Diskografie

### Singles
- Edeltraut / Wenn die Sonnenblumen blühen (RCA 4199), Veröffentlicht 1976
- Laß uns eine Nacht lang tanzen / Oh Maria (RCA 4148), Veröffentlicht 1976

### Album
- Portrait einer Stimme (RCA 26. 21799 AS), Veröffentlicht 1976